# Johannesia reticulosa
Johannesia reticulosa är en svampdjursart som beskrevs av Thiele 1905. Johannesia reticulosa ingår i släktet Johannesia och familjen Halichondriidae. Inga underarter finns listade i Catalogue of Life.